# Códice Porfirio Díaz
El Códice Porfirio Díaz (o Códice Tututepetongo) es un códice mesoamericano, perteneciente al pueblo cuicateco. El documento, datado del siglo XVI, consta de dos lados. Su contenido, de carácter histórico y religioso, da cuenta de hitos militares y rituales que reflejan el avance de los pueblos de la región cuicateca.

## Historia
Se desconoce el período exacto en el que fue publicado el documento, aunque se ha confirmado que datado del siglo XVI. Durante la Colonia, la posesión del Códice estaba en manos de la familia Abendaño, quienes eran caciques del pueblo de San Francisco Tutepetongo, un poblado ubicado en la Sierra de Flores Magón, al norte del estado de Oaxaca. Al fallecer el patriarca de la familia, Miguel de San Francisco, sus últimos herederos lo vendieron, en 1874, a José María Pastelín de la Cañada, un empresario de la región norte, quienes lo venderán, en 1886, a José Pérez Calderón, un noble español que fungía como administrador de la Sociedad Quijano.
Poco después de concretarse el cambio de manos del documento, el historiador oaxaqueño Manuel Martínez Gracida pidió al entonces presidente de México, Porfirio Díaz, que el libro fuera cedido a la Junta Colombina de México, un círculo cultural que había sido formado con la intención de realizar una exposición conmemorativa del IV centenario del Descubrimiento de América, y del que el primer mandatario era su presidente. Tras una visita por parte del integrante de la junta, Nicolás León, y las gestiones de Martínez Gracida, que derivaron, incluso, en un pleito legal sobre el control de las propiedades adquiridas por Pérez Calderón, el libro fue finalmente comprado por la Junta Colombina en 1891, mismo que será expuesto como parte de la Exposición Histórico-Americana que tuvo lugar en Madrid, España, en 1892, con el que se conmemoró este hito, y que será reflejado en un libro conmemorativo, Antigüedades mexicanas. A partir de ese momento, se le conoce generalmente como Códice Porfirio Díaz, como alusión a las gestiones realizadas por el entonces primer mandatario.
Tras haber sido expuesto al público, el historiador alemán Eduard Seler se reunió con un comité de historiadores liderados por Martínez Gracida, luego de que Antonio Peñafiel publicara varios extractos del documento en un libro publicado en conmemoración del Congreso Internacional de Americanistas. Ahí, se empezó a gestar la posibilidad de que el texto fuera integrado al grupo Borgia, al tener similitudes con los textos que el investigador había recolectado.
Eventualmente, tras volver el documento a manos de Martínez Gracida, en 1897 se realizó un estudio, inédito hasta el momento, en el que se confirmó el origen cuicateco del documento, así como su índole mayoritariamente militar e histórico, incluso, comparándolo con documentos de la época colonial, sin embargo, su interpretación, a pesar de tener esfuerzo por ser serio, carece de algún tipo de sustento, por lo que solo tiene valor historiográfico en la actualidad.
Entre 1895 y 1901, Martínez Gracida cedió la titularidad del documento a Eusebio J. Molera, un general mexicoamericano con interés en la historia nacional, y pasó a manos del estado en 1906. En medio de esto, varios estudios de Alfredo Chavero, Abraham Castellanos y Eva Hunt mantuvieron la misma línea que había adoptado Martínez Gracida, aunque sus aserciones no lograrían mantener su relevancia con el paso de los años. Esta última investigadora, sin embargo, relacionó el origen del documento con varios otros manuscritos coloniales que habían sido encontrados por Robert Weitlaner entre 1972 y 1978.
Más recientemente, documentos de Doesburg, Nowotny y Jansen comprobarán nuevas revelaciones sobre el documento en lo histórico, incluyendo la adición de varias glosas de tinta negra que fueron añadidas posteriormente, que indican las tierras y linderos propiedad de los cacicazgos del pueblo de Tututepetongo, así como comparándolo con otros códices pertenecientes al grupo Borgia y destacando sus características, mismas que coiniciden con el grueso de los textos que forman parte de esta colección, incluso, siendo considerado para su inclusión dentro de la ya mencionada agrupación.
En la actualidad, el documento se puede consultar dentro de las instalaciones de la Biblioteca Nacional de Antropología e Historia, además de estar disponible en una versión digital en la mediateca digital del INAH.

## Descripción y contenido
El códice está hecho de piel de venado, contando con una longitud de 16 cm y un ancho de 2 cm. La tira fue doblada en forma de biombo, y consta de 42 páginas en total, de las cuales 29 son de contenido mágico-histórico, 10 de contenido mágico-religioso y 3 páginas cuyo contenido no ha podido ser identificado.
La primera sección, de carácter histórico, se lee de derecha a izquierda, y ahí se cuenta la historia del príncipe del Lugar de Colibríes, el señor Serpiente, mismo que va a fundar una nueva dinastía en la que, se asegura, es la actual comunidad de Concepción Pápalo, conquistado por su suegro. También hace mención a las grandes campañas militares que emprendió junto a dos otros grandes caciques, Mano que Causa Temblores y Pasajuego, para hacerse con el control de la totalidad de la zona, terminando con su matrimonio con la hija de la Mano que Causa Temblores en la comunidad Cerro de Pájaro, actual Tepeucila.
Dentro del manuscrito, se pueden ver glifos que indican los lugares conquistados, glifos con nombres de las personas, así como de caminos, guerras y conquistas, mismas que son apuntadas con apropiadas ilustraciones. En el mismo texto, se pueden ver glosas en tinta negra, mismas que identifican tierras y linderos del cacicazgo de Tututepetongo.
Las 13 páginas restantes se leen de izquierda a derecha, y diez contienen representaciones del calendario cuicateco de 260 días, así como de las deidades, puntos cardinales y otros elementos, mismas que fueron elaborados con tinta negra. Las otras tres sólo contienen varias glosas de tinta roja que aún no han sido identificados por los investigadores, al ser escritas en una lengua desconocida hasta el momento.
Por el contenido, la temática y la forma del mismo texto, al Códice Porfirio Díaz se le suele comparar con el Códice Laud, que forma parte del Grupo Borgia, y con el Códice Fernández Leal. Algunos historiadores también consideran al códice como integrante del anterior grupo de manuscritos.